# Casparini
Casparini (italianizzazione di Caspar, noto anche come Caspari) è il cognome di una celebre famiglia tedesca di maestri organari di origine polacca. I membri di tale famiglia, della quale il più celebre fu senz'altro Eugenio Casparini, furono attivi tra il XVII e il XVIII secolo, vivendo e lavorando in Italia (principalmente nell'allora Repubblica di Venezia), Austria, Slesia, Polonia, Prussia orientale e Lituania.
Membri della famiglia:
- Adam Caspari (1590 ca. - dopo il 1665), organaro e matematico
- Eugenio Casparini (1623 - 1706), organaro, figlio di Adam
- Adam Orazio Casparini (1676 - 1745), organaro, figlio di Eugenio
- Adam Gottlob Casparini (1715 - 1788), organaro, figlio di Adam Orazio